# Red Glitter
La Red Glitter è un modello di chitarra elettrica costruita da Hugh Manson appositamente per Matthew Bellamy, chitarrista e cantante della rock band britannica Muse. La chitarra, spesso chiamata anche Glitterati, ha fatto la sua prima apparizione nel 2007 ed è stata utilizzata fino al 2010.
La chitarra è una solid body ed ha un corpo in frassino e il manico è in acero con la tastiera in ebano. Ha montato dietro il ponteun XY Touch Pad che permette a Bellamy di gestire effetti come il Digitech Whammy o il Korg Kaoss Pad direttamente dalla chitarra. Come pick-up monta al ponte un Manson MBK-2, un pick-up ispirato al P-90 Gibson creato da Manson per Bellamy, e al manico il Fernandes Sustainer FSK-401. La chitarra non ha il battipenna e ha un controllo per il volume, un controllo per il tono e uno switch a tre posizioni. Inoltre ha i due switch del Sustainer (On/Off e High/Low), lo switch mode del Pad (Classic e Hold) e il Kill Switch.
La chitarra apparve per la prima volta durante un concerto al Rockhal Festival nel 2007. Matt Bellamy usò questa chitarra per varie canzoni, come Stockholm Syndrome, e alla fine dell'esibizione della canzone lanciava in aria la chitarra facendola cascare o sul palco, o sull'amplificatore o addirittura sullo strumento del batterista Dom Howard. 
Durante un concerto nel 2010 al Los Angeles Staples Center, proprio durante l'apertura del concerto, ovvero mentre si esibivano con Uprising sulle torri del palco (durante il The Resistance Arena Tour, i palchi dei Muse avevano tre torri nelle quali i membri suonavano Uprising, Resistance e Bliss, e dopo le torri scendevano fino al palco), ci fu un malfunzionamento e il poggiachitarre di Bellamy posto sulla torre contenente la Red Glitter precipitò dalla torre, distruggendo il body della chitarra. Da quella volta non fu più riparata e furono create la Red Glitter 2.0 e la Red Carbon.